# متاهة الخريف (رواية)
رواية متاهة الخريف (بالإنجليزية: Autumn Maze)‏ هي رواية للكاتب الأسترالي جون كليري. نشرت عام 1994. وكان الكتاب الحادي عشر الذي يضم محقق سيدني سكوبي مالون ويركز على قتل نجل وزير الشرطة.